# Ravenhorst

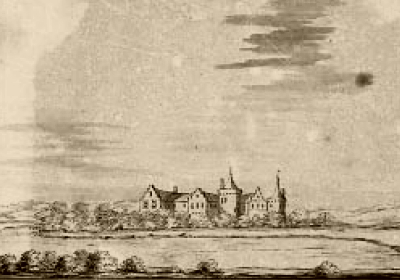
Ravenhorst

Ravenhorst of Travenhorst is een voormalige niet erkende havezate en kasteel in de Nederlandse gemeente Winterswijk, even ten noorden van de bebouwing van het dorp Winterswijk.

## Geschiedenis
De havezate Ravenhorst was het middeleeuwse stamhuis van de ridderfamilie Van Rhemen. Het is in de twaalfde eeuw in het bezit van deze familie gekomen. Evert van Rhemen noemde zich 1375 Heer van Ravenhorst, hoewel ook zijn broer Gert van Rhemen als bezitter werd aangeduid. In de middeleeuwen stond hier een aanzienlijk slot dat inmiddels verdwenen is. Rond 1500 brandde het volledig af tijdens een toen woedende oorlog. In 1712 werd het herbouwde huis samen met 14 onderhorige boerderijen gekocht door Scholte Hesselink. Het kasteel moet omstreeks die tijd zijn afgebroken. 

Links op het erf heeft een watermolen gestaan, die voor het eerst voorkomt op een kaart uit 1654 van de Graafschap Zutphen. Deze watermolen leidde tot klachten, het zou leiden tot overstromingen van stroomopwaarts gelegen land. In 1847 is de situatie door W.C.H. Staring onderzocht. Hij beschreef de molen met een rad met een diameter van 4,4 meter en 42 schoepen. En hij adviseerde in plaats van kostbare aanpassingen het gehele werk weg te ruimen. In 1870 is de molen afgebroken. Tot in de jaren 20 van de 20e eeuw was er nog een stuw, maar thans is niet meer te zien waar de molen heeft gestaan.

### Roofridderburcht
De Ravenhorst is altijd het toneel geweest van schermutselingen tussen diverse edelen die meenden aanspraak te kunnen maken op deze oorspronkelijke roofridderburcht. De dieperliggende reden om de burcht in bezit te krijgen is de legende van de legendarische schat van de Ravenhorst die tot op heden nog nooit is gevonden, maar waarvan het bestaan niet wordt betwist. De roofridder van de Ravenhorst ging een alliantie aan met de omliggende vrije boeren. De midwinterhoorn ging daarbij fungeren als basis van trouw aan de alliantie. In de 17de en 18de eeuw was de landadel in de omgeving van Winterswijk in financiële moeilijkheden gekomen, waardoor ze zelfs het recht verloor om als leden van de ridderschap deel te nemen aan de Kwartier- en Landdagen. Waarschijnlijk hielden ze er een te luxe levensstijl op na om te kunnen meedoen met de veel rijkere adel in de westelijke graafschap.

## Korenspieker

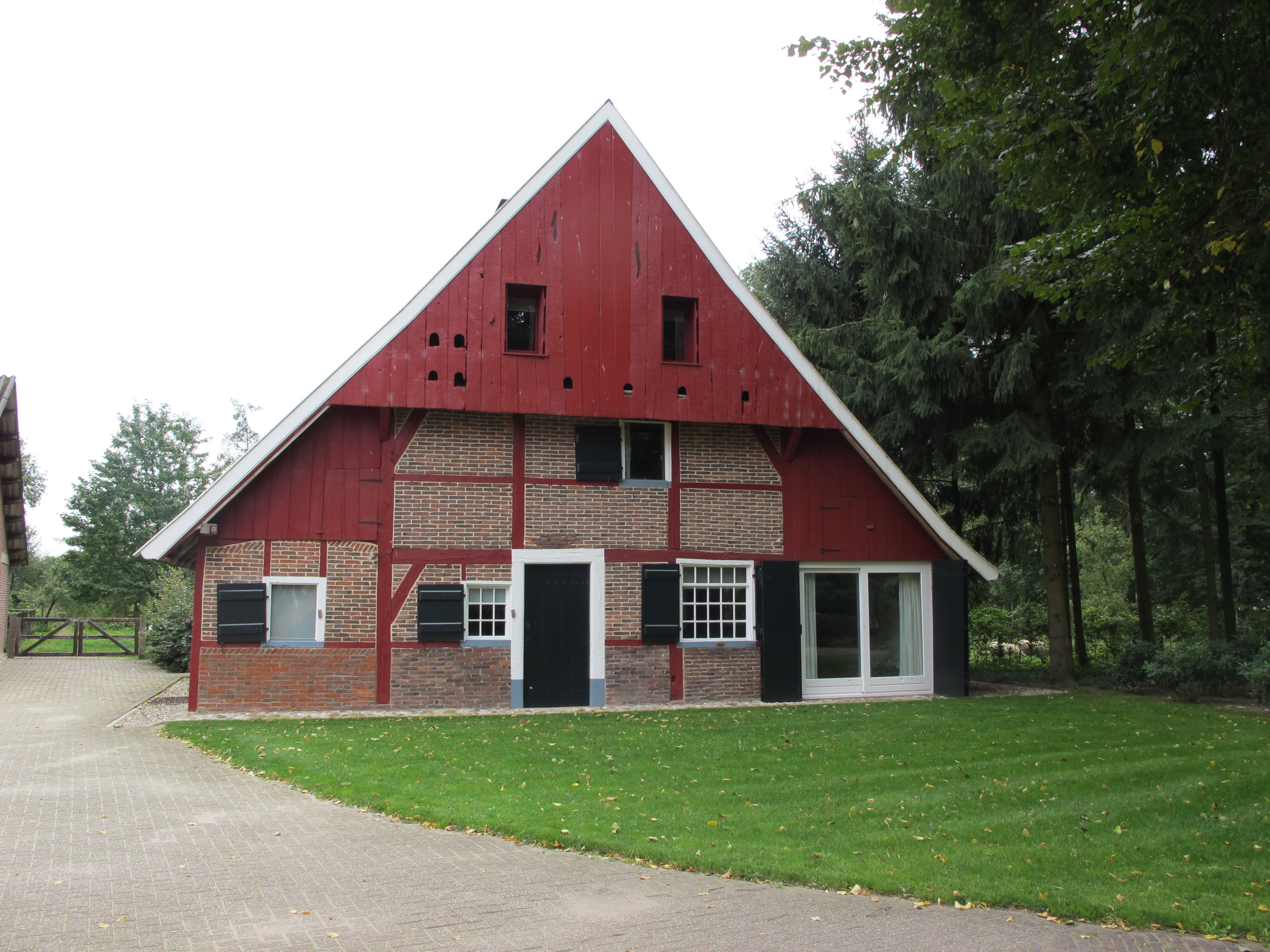
De gerestaureerde spieker

De Korenspieker is een rijksmonument in Winterswijk en onderdeel van de oude havezate. De spieker is een gebouwtje in vakwerk waar in het verleden het koren werd opgeslagen. Het is een van de nieuwe erfgoedlogies in de Achterhoek, logeren waar ooit oogsten werden opgeslagen werd gerealiseerd door een provinciale subsidie van 75.000 euro. De korenspieker is een gebouwtje in vakwerkstijl. De zolder van zwaar eikenhout, waarop eertijds de oogst geborgen werd, is nog lang niet versleten.
Aalst · Aardenburg · Acquoy · Aerdt · Agistaldaburg · Ahof · Aldenhaag · Aller · Ambe · Ammersoyen · Ampsen · Andelst · Angeroyen · Appelburg · Appelse walburg · Appeltern · Arler · Baak · Babberich · Baer · Baerle · Bakerbosch · Balgoij · Barlham · Batenburg · Beek · Beerenclaauw · Bemmel · Bevervoorde · Bergh · Biljoen · Bingerden · Blankenborg (Laren) · Blankenborg · Blauwe Huis · Blokhuis (Ravenswaaij) · Boelenham · Boetselaersborg · Borculo · Boswaai · Brakel · Den Brakel · Den Bramel · Bredevoort · Broekhuizen · Bronkhorst · Bruchem · Bruinhorst · Brunsberg · Bulkestein · Bunswaard · Burcht van Tiel · Buren · De Buurse · Byland · Byvanck · Caetshage · Camphuysen · De Cannenburch · de Cloese · Coldenhove · Culemborg · Dedinckweerd · Delwijnen · Didam · Diepenbroek · Hof te Dieren · Huis Dijck · Dikke Tinne · Doddendaal · Dodewaard · Doornenburg · Doornik · Doorwerth · Dooyenburg · Dorth · Doseburg · Drakenburg · Dreumel · Druten · Duivelshuis · Eerbeek · De Ehze · Elburg · Eldrik · Emmerik · Engelenburg · Groot Engelenburg · Engelrode · Enghuizen (Hummelo) · Enghuizen (Zevenaar) · Enspijk · De Essenburgh · Essenpas · Est · Fokkinck · Gameren · Geerestein · Geldermalsen · De Gelderse Toren · Geldersweerd · Gellicum · Gendt · Gennepestein · Glindhorst · Goudenstein · ‘s-Grevenhoef · Groot Hell · Groenlo · Groesbeek · Huis te Groesbeek · Grunsfoort · Gulden Spijker · Hackfort · Hackforts Veenhuis · Hagen · Hagevoort · Hamerden · Hanepol · Harreveld · Harslo · Hassink · Het Haveke · Hedel · Heeckeren · De Heegh · Hees · De Heest · Hellouw · Hemmen · Hernen · Motte van Hernen · Heumen · Heusden · Hoekelum · Hoekenburg · De Hoeve · De Hof · Hof d'Ooy · Hof van Arkel · Huis het Holt · Holthuis · Het Holtslag · Ter Horst · Houberg · St. Hubertus · Huissen · Hulhuizen · Hulkestein · Hulsen · Hunneschans bij De Duno · Hunneschans bij Uddel · Jonker Bloo · 't Joppe · De Kamp · Karssenberg · Kemnade · Keppel · Kermestein · Kernhem · Kervel · Kiefskamp · De Kinkelenburg · Klein Enghuizen · Kleverburg · Kortenhoeve · Laag Helbergen · Lakenburg · Landfort · Langen · Latenstein · De Lathmer · Lathum · Ter Lede · Leegpoel · Leemcuyl · Leeuwen · Leeuwenbergh · Lensenburg · Lent · Leur · Leuvenum · Leyenburg · Lichtenvoorde · Lievenstein · Loenen · Loevestein · Loil · Loowaard · Luynhorst · Hof te Maasbommel · Magerhorst · Malburgen · Malderburcht · Malsen · Manhorst · Marhulsen · De Marsch · Marveld · Mathena · Maurik · Medel · Medestein · 't Medler · Meinerswijk · De Mellard · Mensink · Mergelp · Meteren · 't Meyerink · Middachten · Millingen · Mussenberg · Nagelhorst · Nederhagen · Nederhemert · Neerijnen · Huis Neerijnen · De Nesch · Nettelhorst · Nieuwe Blokhuis ·  Nijburg · Nijenbeek · Old Putten · Notenstein · Nye Huis · Olde Spijker · Oldenaller · Oldenhof (Driel) · Oldenhof (Heteren) · De Ooij · Oolde · Oud Oolde · Oosterhout · Ophemert · Opijnen · Oud Ampsen · Oude Blokhuis · Het Oude Loo · Oude Voorst · Oudenborch · Oud-Wisch · Huis te Overasselt · Overeng · Overhagen · Overlaar · 't Oye · Palmestein · De Parck · Persingen · Plekenpol · Ploen · Pluimenburg · Poederoijen · Poelwijck · Poelwijk · De Pol (Dreumel) · Huis de Poll (Huis te Gietelo) · De Poll (Huissen) · Pollenbering · Pollenstein · Puttenstein · Het Raasink · Ravenhorst · De Rees · Ressen · Reuversweerd · Reygersfoort · Rhijnestein · Huis Rijswijk · Rode Toren · Roode Wald · Rosande · Rosendael · Rossum · Rumpt · Ruurlo · Rijsselt · Schadewijk · Schaffelaar · Scherpenzeel · Schoonbroek · Schoonderbeek · Schoonenburg · Schuilenburg · Schuilkerke · Hof te Seelbeek · Sevenaer I · Sevenaer II · Sinderen (Oude IJsselstreek) · Sinderen (Voorst) · Slangenburg · Sleeburg · Slimsijp · De Snor · Soelen · Spaansweerd · Spaldorp · Spijk · Staverden · Sterkenburg · Swanepol · Tarthorst · Teisterbant (Kerk-Avezaath) · Teisterbant (Kerkdriel) · Ter Dicke · Tolhuis · Tolhuis (Tiel) · Tollenburg · Tongerlo · Toren van Wely · Tuil · Ubbergen · Uilenburg (Ewijk) · Uilenburg (Heteren) · Ulenpas · Ulft · Upladen · Valburg · Valkhofburcht · Valkhofpalts · Vanenburg · Varik · Hof te Varsseveld · 't Velde · Velhorst · Verwolde · Vierakker · De Voorst · Voorstonden · Vorden · Vosbergen · Vredenburg · Vredestein (Driel) · Vredestein (Ravenswaaij) · Vuren · Waardenburg · Waddestein · Wadenoijen · Waede · Wageningen · Walfort · 't Waliën · De Wardt · Watergoor · Watermeerwijk · Wayenstein (Huis te Herwijnen) · Well (Huis van Malsen) · Weijenrade · Westenburg · Westerholt · Weurt · De Wiersse · Wijenburg (Echteld) · De Wildenborch · De Wildt · Wilp · Wilperhorst · Winssen · Wisch · Wychen · Wolfswaard · Woolbeek · Yrst · IJzendoorn · Zeeland · Zilveren Spijker · Zuilichem · Zwaluwenburg · Zwanenburg (Heerde) · Zwanenburg (Megchelen)
Bredevoort · De Buurse · Plekenpol · Ravenhorst · Rode Spijker · Walfort · 't Waliën